# 群馬縣立高崎商業高等學校
群馬縣立高崎商業高等學校是位於日本群馬縣高崎市東貝澤町地區的公立高等學校。

## 歷史
學校成立於1902年，最初名為「高崎市立商業補習學校」，1908年成為實業學校後更名為「高崎市立甲種商業學校」，1918年改隸屬群馬縣後成為「群馬縣立高崎商業學校」。
1948年配合日本的學制改革更名為「群馬県立高崎商業高等學校」。